# Jan Ludyga-Laskowski
Jan Gabriel Ludyga-Laskowski (* 15. März 1894 in Rossberg, Oberschlesien; † 1956) war ein polnischer Offizier und politischer Aktivist.

## Leben
Ludyga-Laskowski, ein gebürtiger Oberschlesier, war seit 1909 Mitglied der Sokol, deren Sektion in Beuthen er von 1909 bis 1914 leitete. Während des Ersten Weltkrieges gehörte er zunächst zur preußischen Armee, desertierte aber 1915 aus dieser und trat in die Haller-Armee – einen Verband von polnischstämmigen Personen, die auf Seiten der Entente-Mächte gegen die Mittelmächte kämpften – in Frankreich ein.
1919 kehrte Ludyga-Laskowski nach Polen zurück. Dort gehörte er zu den führenden Organisatoren der polnischen bewaffneten Bewegung in Oberschlesien. Er war unter anderem Stabschef der Polnischen Militärorganisation Oberschlesiens, die die Aufstände in Oberschlesien vorbereitete. Im dritten Aufstand (1921) war er unter anderem Bataillonskommandeur, danach Kommandeur der I. Division der Aufständischen und schließlich Stellvertreter des Oberbefehlshabers der Aufständischenverbände.
Von 1921 bis 1926 gehörte Ludyga-Laskowski der polnischen Armee an. Ab 1926 war er Vorsitzender verschiedener Veteranenvereine und machte sich einen Namen durch verschiedene Publikationen. 1925 veröffentlichte er ein Buch über den ersten und zweiten schlesischen Aufstand (von 1919 und 1920). Anschließend begann er mit der Arbeit an einem Werk über den dritten Aufstand. Dieses Werk erschien aber nicht mehr. Stattdessen begann er mit der Arbeit an einem neuen Buch, das ein Gesamtbild der Kämpfe in Oberschlesien von 1919 bis 1921 vermitteln sollte. Die Materialien zu dem Werk gelangten nach dem Krieg in die Woiwodschaftsbibliothek von Opole und wurden in den 1970er Jahren veröffentlicht.
1939 veröffentlichte Ludyga-Laskowski in einer britischen Veteranenzeitschrift einen Aufsatz über die Gründung und die Geschichte der polnischen Armee in Frankreich. In diesem erinnerte er angesichts der sich immer deutlicher abzeichnenden Aggressionsbestrebungen des nationalsozialistischen Deutschlands gegenüber Polen zu dieser Zeit an die Leistungen der polnischen Verbände innerhalb der alliierten Armeen des Ersten Weltkriegs und damit auf die historische Verbundenheit des bedrohten Polens mit Großbritannien und Frankreich. Insbesondere wurde auch die gemeinsame Feindschaft der drei Länder zum Deutschen Reich, dessen von ihm unterschriebene Verträge nicht achtende Handlungen zwischen 1919 und 1939 er in Erinnerung rief, sowie zum bolschewistischen Russland beschworen, um so den Appell, Polen im Falle eines deutschen Angriffes beizustehen, zu motivieren.
Nach dem Ausbruch des Zweiten Weltkriegs mit dem deutschen Überfall auf Polen im September 1939 kämpfte Ludyga-Laskowski zunächst in Polen und dann auf Seiten der westlichen polnischen Streitkräfte innerhalb der britischen Armee gegen die Achsenmächte. Nach dem Ende des Krieges blieb er im Westen.
Von den nationalsozialistischen Polizeiorganen wurde Ludyga-Laskowski als Staatsfeind eingestuft: Im Frühjahr 1940 wurde er vom Reichssicherheitshauptamt – das ihn irrtümlich in Großbritannien vermutete – auf die Sonderfahndungsliste G.B. gesetzt, ein Verzeichnis von Personen, die im Falle einer erfolgreichen Invasion und Besetzung der britischen Insel durch die Wehrmacht von den Besatzungstruppen nachfolgenden Sonderkommandos der SS in das Land einrücken sollten, mit besonderer Priorität ausfindig gemacht und verhaftet werden sollten.

## Schriften
- Materjały do historji powstań g./śląskich, 1925.
- The Polish Army in France, in: FIDAC Review Juni 1939, S. 3–6.
- Zarys historii trzech powstań śląskich: 1919–1920–1921, 1973.